# Cesar Bogaert
Cesar Bogaert (né le 10 octobre 1910 à Sint Jansteen et mort le 13 janvier 1988 à Hulst) est un coureur cycliste néerlandais. Professionnel de 1929 à 1938, il a été champion des Pays-Bas sur route en 1931 et 1934.

## Palmarès
- 1931
  -  Champion des Pays-Bas sur route
  - 2e du Tour des Flandres
- 1932
  - 2e du Tour du Brabant occidental
  - 7e du Tour des Flandres
- 1933
  - 2e du championnat des Pays-Bas sur route
- 1934
  -  Champion des Pays-Bas sur route
  - 6e du Tour des Flandres